# World Mixed Doubles 2022
Die BetVictor World Mixed Doubles Championship 2022 war ein Snookerturnier der World Snooker Tour der Saison 2022/23, das am 24. und 25. September ausgetragen wurde. Austragungsort war die Marshall Arena in Milton Keynes etwa 80 km nordwestlich von London.
Nachdem 2021 die Qualifikationskriterien für die Profitour auf die World Women’s Tour ausgeweitet worden waren, gab es in der Saison 2022/23 erstmals vier Frauen im Profifeld. Daraus entstand die Idee für ein gemischtes Turnier mit den Top 4 der Männer und den vier Spielerinnen, die ebenso die Top 4 der Frauenweltrangliste waren. Das Einladungsturnier fand am Wochenende vor den British Open statt, die am Montag darauf an selber Stelle begannen.
Ein Profiturnier mit gemischten Doppeln hatte es zuletzt 1991 in Hamburg gegeben (Allison Fisher und Steve Davis gewannen gegen Stacey Hillyard und Stephen Hendry). Die World Doubles Championship mit männlichen Doppeln als Teil der Profitour wurde sechs Mal von 1982 bis 1987 ausgetragen.
Mink Nutcharut aus Thailand und der Australier Neil Robertson gewannen das Finale gegen das englische Duo Rebecca Kenna und Mark Selby mit 4:2.

## Preisgeld
Bei dem Turnier wurde um ein Preisgeld von insgesamt 140.000 £ gespielt.
|               | Preisgeld | Preisgeld |
| ------------- | --------- | --------- |
| Sieger        | 2×        | 30.000 £  |
| Finalisten    | 2×        | 20.000 £  |
| Platz 3 und 4 | 4×        | 10.000 £  |
| Insgesamt     | 140.000 £ | 140.000 £ |

## Turnier
Anfang August wurden die vier Teams mit jeweils einem Spieler und einer Spielerin ausgelost. In 3 Sessions (zwei am Samstag, eine am Sonntagnachmittag) spielten sie im Modus Jeder gegen Jeden. Die beiden besten Teams trugen am Sonntagabend das Finale aus.
In der ersten Phase wurden in jeder Partie 4 Frames gespielt. Die beiden Teampartner wechselten sich innerhalb des Frames bei jeder neuen Aufnahme ab. Für jeden gewonnenen Frame gab es einen Punkt. Vorgesehen war, dass die beiden Teams mit den meisten Punkten ein Finalspiel austragen. Bei Punktgleichheit hätte der direkte Vergleich entschieden. Bei Unentschieden wäre das höchste Break der betroffenen Spieler im Turnierverlauf herangezogen worden.
Rebecca Kenna und Mark Selby gewannen alle drei Gruppenspiele und zogen souverän ins Finale ein. Dank des einzigen 4:0 in der Vorrunde nutzten Mink Nutcharut und Neil Robertson im dritten Spiel ihre letzte Chance und folgten ihnen mit der zweitbesten Punktzahl ins Endspiel. Als bemerkenswert gilt dabei ein 74er-Break von Nutcharut – das höchste Break des Duos im Turnier –, mit dem sie den dritten Frame stahl und den Punktverlust verhinderte.
| Pos. | Spielerin a        | Spieler a             | Partien | Partien | Partien | Frames | Frames | Punkte |
| Pos. | Spielerin a        | Spieler a             | G       | U       | V       | G      | V      | Punkte |
| ---- | ------------------ | --------------------- | ------- | ------- | ------- | ------ | ------ | ------ |
| 1    | Rebecca Kenna (4)  | Mark Selby (3)        | 3       | 0       | 0       | 9      | 3      | 9      |
| 2    | Mink Nutcharut (3) | Neil Robertson (4)    | 1       | 0       | 2       | 6      | 6      | 6      |
| 3    | Reanne Evans (1)   | Ronnie O’Sullivan (1) | 1       | 0       | 2       | 5      | 7      | 5      |
| 4    | Ng On Yee (2)      | Judd Trump (2)        | 1       | 0       | 2       | 4      | 8      | 4      |

Einzelergebnisse
| Spiel | Spieler 1          | Ergebnis | Spieler 2             |
| ----- | ------------------ | -------- | --------------------- |
| 1     | Evans / O’Sullivan | 31:31    | Ng On Yee / Trump     |
| 2     | Kenna / Selby      | 13:13    | Nutcharut / Robertson |
| 3     | Evans / O’Sullivan | 13:13    | Nutcharut / Robertson |
| 4     | Ng On Yee / Trump  | 31:31    | Kenna / Selby         |
| 5     | Evans / O’Sullivan | 31:31    | Kenna / Selby         |
| 6     | Ng On Yee / Trump  | 40:40    | Nutcharut / Robertson |

### Finale
Das Finale gewann, wer zuerst 4 Frames gewonnen hatte (Best of 7). Mit einem Century-Break brachte Mark Selby sein Team zuerst in Führung, doch ein hohes Break von Neil Robertson brachte umgehend den Ausgleich. Ein umkämpfter dritter Frame ging ebenfalls an das australisch-thailändische Duo und erneut Robertson brachte mit einem entscheidenden Break die 3:1-Führung. Selby konnte in zwei Anläufen die Niederlage noch um einen Frame hinauszögern. Dann brachte aber in Frame 6 eine mutige Offensive von Nutcharut ihr Team in Führung, die Robertson schließlich zum 4:2 vollendete.
| Finale: Best of 7 Frames Schiedsrichter/in: Dessislawa Boschilowa Marshall Arena, Milton Keynes, England, 25. September 2022 |                |                                 |
| Rebecca Kenna / Mark Selby                                                                                                   | 2:4            | Mink Nutcharut / Neil Robertson |
| 108:8 (Selby 107), 0:78 (Robertson 69), 23:61, 25:75 (Robertson 67), 82:0, 6:105                                             |                |                                 |
| 107 | Höchstes Break | 69                              |
| 1 | Century-Breaks | –                               |
| 1 | 50+-Breaks     | 2                               |

## Century-Breaks
| Mark Selby        | 134, 107 |
| Ronnie O’Sullivan | 111      |